# City Building (серия игр)
City Building — обобщающее название для серии игр, посвящённых строительству исторических городов, для персональных компьютеров, разработанных компаниями Impressions Games, BreakAway Games и Tilted Mill Entertainment (наследником Impressions Games) и изданных компаниями Sierra Entertainment и Myelin Media. Серия началась в 1993 году с игры Caesar и пока состоит из десяти игр, включая дополнения.
Серия может быть охарактеризована как аналог игр SimCity для ранних цивилизаций с наличием управления военным потенциалом и экономическим микроуправлением. В серии City Building игрок становится руководителем города и отвечает за обеспечение его товарами и услугами, борьбу с преступностью, медицинское обеспечение, пожарную безопасность и т. д. Игрок должен также поддерживать баланс между импортом, экспортом и налогами, чтобы обеспечить городу материальную стабильность и независимость. Игрок также ответственен за защиту его города против вторжения, создавая вооружённые силы.

## Игры, входящие в серию
Серия City Building включает в себя
- игры в стиле Римской империи:
  - Caesar (1992),
  - Caesar II (1995),
  - Caesar III (1998),
  - Caesar IV (2006);
- игры в стиле Древнего Египта:
  - Pharaoh (1999),
    - дополнение Cleopatra (2000),

  - Children of the Nile (2004);
- игры в стиле Древней Греции:
  - Zeus: Master of Olympus (2000),
    - дополнение Poseidon: Master of Atlantis (2001);
- игры в стиле Древнего Китая:
  - Emperor: Rise of the Middle Kingdom (2002).

## Особенности игр серии и игровая механика
В то время как графика от игры к игре претерпевала заметные изменения, игровая механика же, оставалась неизменной у всей серии, что привело в появлению одинаковых аспектов у всех игр (исключение было только одно: игра Children of the Nile, для которой была разработана принципиально новая система игрового процесса). Однако, несмотря на схожесть, все игры серии имеют неповторимые и уникальные условия игрового процесса. Для его детализированного описания в конкретной игре смотрите соответствующую статью.

### Жильё, население и рабочая сила
Население города определяется числом жилых участков, отмечаемых на карте игроком. Пустые участки достаточно быстро заселяются прибывающими иммигрантами, при условии, что участки граничат с дорогой. Каждый дом имеет свой качественный уровень, который влияет на размер уплачиваемых в городскую казну налогов и максимально возможное количество жильцов. Первоначально здания возводимые на свободных участках, имеют самый низкий качественный уровень: трущобы.
Дома модернизируются от уровня к уровню, когда потребности жителей необходимые для перехода в следующий класс удовлетворяются. Это называется «улучшением жилья». Определяющие переход потребности могут быть или предметами потребления, или услугами, или местной привлекательностью (желанием жить в определённом месте). Игроку сообщается о потребностях каждого дома в окне информации о жилище. Наличие домов высокого уровня положительно влияет на социальную обстановку в городе.
Когда здания достигают максимально роскошного качественного уровня, их жители (аристократы/дворяне) выходят из состава рабочей силы города, что может привести к нехватке рабочих и снижению индустриального развития. Поэтому игрок должен всё время контролировать развитие зданий и определять конкретный максимальный качественный уровень для каждого здания при помощи различных механизмов игры.
Несмотря на то что всё городское население — это сумма жителей в каждом доме, рабочая сила определяется отдельным числом домов «низкого» и «среднего» уровней и не имеет никакого распределения или представления на карте. Поэтому объекты промышленности города могут работать не в полную мощность и при наличии больших жилых районов (если они застроены зданиями роскошного уровня). При условии, что любое здание промышленности связано с определённым числом жилых домов, оно так же связано с трудовыми ресурсами всего города.

### Услуги
Жилые здания при переходе от уровня к уровню требуют определённых услуг для их жителей прежде, чем они смогут произвести улучшения своего жилища.
Услуги оказываются зданиями сферы обслуживания, которые нанимают «ходоков». Ходок, выходя из здания обслуживания и двигаясь по городу, производит удовлетворение потребностей жителей домов рядом с которыми проходит. На перекрестках ходок выбирает случайное направление. Через определённый период времени ходок возвращается обратно в «родное» здание, после чего опять повторяет все свои действия.
Если ходок регулярно проходит мимо дома, жители которого нуждающихся в его услугах, то дом переходит на следующий уровень. Однако, при отсутствии ходока рядом с домом в течение длительного времени может привести к обратному процессу: понижению уровня жилой постройки.
Сферы обслуживания жителей отличаются в каждой игре серии City Building, но все реализуются по этому принципу.

### Предметы потребления
Жилые здания, находясь на конкретном уровне развития, требуют определённых предметов потребления прежде, чем они смогут улучшиться, перейдя на следующей уровень, таким же образом, как это производится оказанием различных услуг.
Товары для жителей могут быть получены в городе путём промышленного производство или посредством торговли. Некоторые предметы потребления требуют изготовления из сырья, которое в свою очередь должно быть получено из окружающей среды. Керамика (глиняная посуда), например, производится в «Печи для обжига» из глины, которая добывается в «Глиняном карьере» (пример из игры Emperor: Rise of the Middle Kingdom). Если у города нет соответствующих природных ресурсов, они могут быть импортированы, а затем обработаны для получения готового изделие своими средствами. Альтернатива, это импорт готового изделия непосредственно, но это обычно дороже чем производство такого же товара в городе.
Предметы потребления, произведённые или импортированные, хранятся на складах. Оттуда они распределяются розничными продавцами, которые нанимают ходоков. Когда ходок розничного продавца идёт мимо дома, который требует определённого товара, дом забирает небольшое количество из запаса розничного продавца. Это приводит к снижению количества необходимых для развития товаров в течение долгого промежутка времени. Пополнения товаров в жилых домах происходят каждый раз при проходе ходока рядом с ними.
Если в доме заканчивается необходимый ему товар, то происходит понижение уровня жилой постройки.

### Сельское хозяйство
Пища рассматривается как товар, хотя имеет с промышленными товарами некоторые различия. Пища имеет несколько типов, которые могут значительно отличаться друг от друга. Большинство пищи производится на фермах, но существует часть пищевых продуктов, получаемых путём охоты и ловли рыбы. В большинстве случаев, пища хранится в зернохранилищах вместо складов.
Жилые здания в процессе развития требуют определённого разнообразия продуктов прежде, чем они смогут перейти к следующему уровню. Однако, жители домов не придирчивы к конкретным видам пищи, поставляемых им продуктовыми корзинами.
Разнообразие пищи в городе влияет на общий показатель здоровья жителей города.

### Торговля и промышленность
Вся промышленность полностью контролируема администрацией городов, со всеми служащими, оплачиваемыми городским казначейством. Промышленность необходима для производства предметов потребления. Индустриальные здания должны быть связаны с районами проживания рабочих прежде, чем они начнут функционировать. Значительное отдаление промышленных районов от жилых может привести к тому, что рабочим будет тяжело добираться до предприятий, что приведёт к снижению уровня промышленного производства города (наличию свободных рабочих мест на удалённых предприятиях).
За определённую плату возможно открыть торговые пути с родственными городами. Это позволит игроку импортировать предметы потребления, которые, возможно, не доступны в его городе, или экспортировать предметов потребления, которые он производит в избытке. Различные города покупают и продают различные предметы потребления, и это ограничение — составной аспект трудности различных миссий кампании игр серии City Building.
Торговые пути могут быть как сухопутные, так и водные. К каждому конкретному городу открывается один из этих типов торговых путей.

### Религия
Религия — одна из сфер обслуживания жителей, которая нанимает священников в храмах аналогично ходокам. Однако, религия серьёзно отличается от других сфер услуг. Игрок должен гарантировать, что боги религии его цивилизации удовлетворены, для чего необходимо, чтобы количество храмов для каждого бога было адекватно численности городского населения и рядом со всеми жилыми зданиями периодически проходят жрецы.
Точный механизм реализации аспекта религии различен во всех играх серии City Building. В Zeus: Master of Olympus игрок строит массивные храмы под названием Прибежища, которые построены как памятники, чтобы чтить богов. Бог, которому воздаёт почести игрок даёт большие льготы городу игрока. Для воздаяния почестей богу необходимо, чтобы прибежище не нуждалось в рабочих и были осуществлены жертвенные преподношения в виде пищи или животных. У каждого города может быть максимум пять Прибежищ. Игрок может самостоятельно выбирать прибежища каких богов строить, в каждом городе доступна часть богов греческого пантеона. Игрок может просить бога о помощи путём молитв или ждать, когда бог сам поможет. Боги, которым поклоняются в соседних городах, могут напасть на город игрока или выпустить на него бедствия.
В Caesar III игрок должен строить больше храмов при росте численности населения города. Каждый бог будет рад определённому числу храмов в его честь в течение долгого периода времени при условии, что население не будет быстро расти, иначе для поддержания богов в хорошем расположении духа необходимо увеличивать число храмов.
В Emperor: Rise of the Middle Kingdom, игрок должен дарить подарки «Героям». Если они будут достаточно счастливы, то посетят город, обеспечивая его большим числом льгот, такими как сокращение стоимости строительства, увеличение сбора налогов, ускорение промышленного производства, удовлетворение различных требований жителей, просто пройдя мимо здания. Есть четыре группы Героев: Герои Предков, Герои Даосизма, конфуцианские Герои и буддистские Герои. Неуважение игрока к Героям может привести к бедствиям: землетрясениям или наводнениям.
В Pharaoh у города игрока есть патронажный бог и несколько местных богов. Почтение богам выражается в строительстве небольших святынь, не требующих рабочих, храмов и комплексов храмов, дающих городу небольшие льготы. Так же для почитания богов в их честь необходимо проводить фестивали. Осчастливленные таким уважением боги творят чудеса в городе игрока, предоставляя дополнительные товары на склады или увеличивая скорость производства индустриальных зданий. Разгневанные не уважением боги вызывают бедствия: разрушение зданий или чуму.

### Вооружённые силы
Помимо развития индустрии в городах и повышения общего уровня домов жителей в ряде карт игрокам необходимо содержать сильные армии для защиты своего города и захвата других городов. Воины тренируются в фортах и нуждаются в оружии и других сопутствующих товарах (лес, лошади). В Zeus: Master of Olympus армия пополняется призывниками из числа граждан города и при массовом призыве во время войны будет происходить освобождение рабочих мест в индустриальных зданиях и начнётся эмиграция жителей. Так же в Zeus: Master of Olympus и Emperor: Rise of the Middle Kingdom число фортов, которые возможно построить в городе, зависит от числа престижных жилых зданий.
Для защиты городов можно строить оборонительные сооружения: стены, ворота и башни.

## Оценка серии
Популярный сайт GameSpy.com в своём обзоре «25 самых недооценённых игр за всю историю индустрии» дал последнее 25 место серии City Building, которая в течение длительного периода времени так и не смогла обойти своего главного конкурента SimCity.